# Dean Dixon

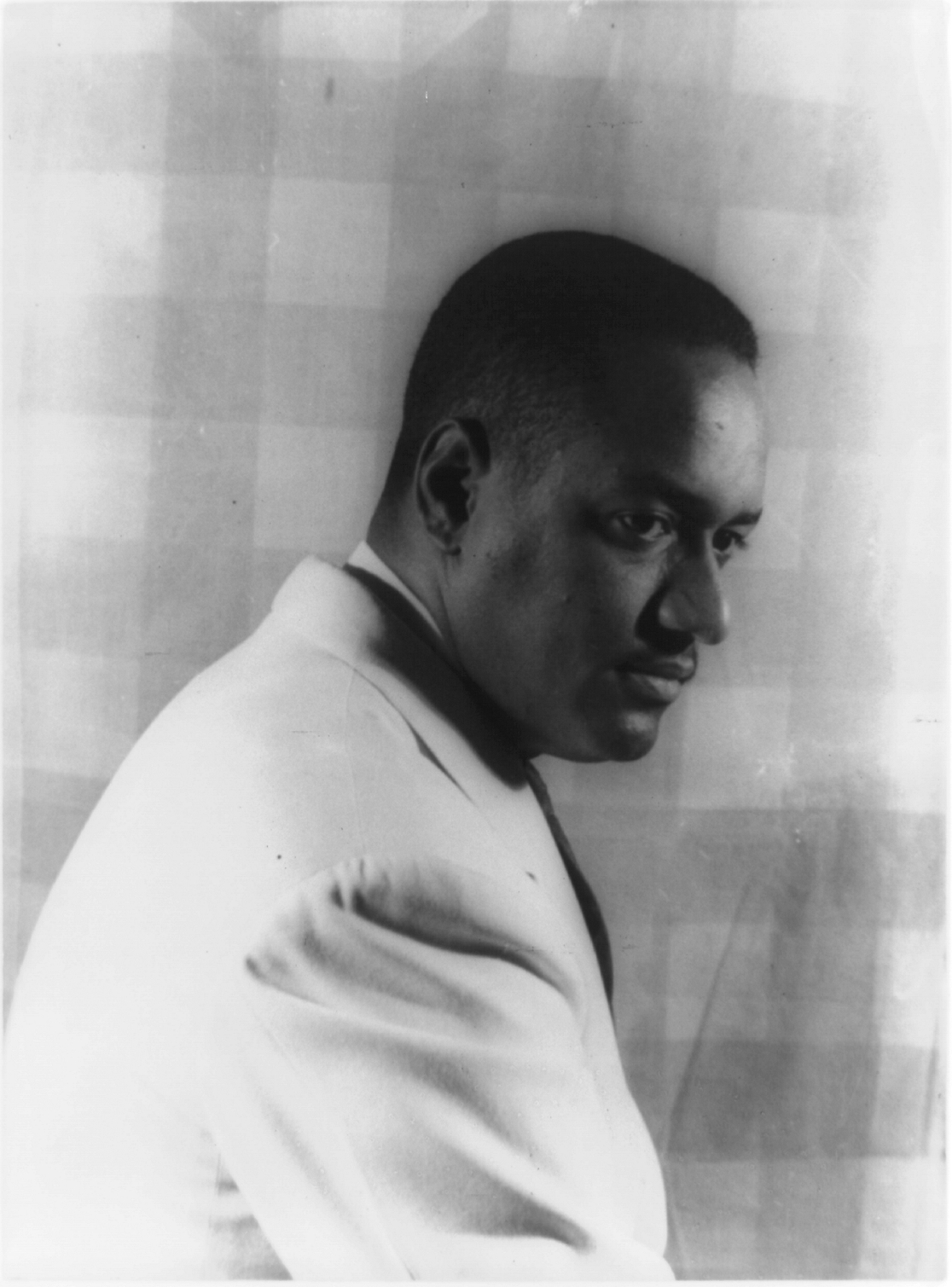
Charles Dean Dixon in 1941 (foto door Carl Van Vechten)

Charles Dean Dixon (New York, 10 januari 1915 - Zürich, 3 november 1976) was een Amerikaans dirigent.
Dixon werd geboren in New York en studeerde daar aan Juilliard School en de Columbia-universiteit. In 1931 richtte Dixon zijn eigen orkest en koor op. Tien jaar later werd hij gastdirigent van het NBC Symphony Orchestra, en tijdens het zomerseizoen van de New York Philharmonic. Dit vormde de aanloop voor uitnodigingen om te dirigeren voor het Philadelphia Orchestra en het Boston Symphony Orchestra. In 1948 won Dixon de Ditson Conductor's Award.
In 1949 verliet Dixon de Verenigde Staten om van 1950 en 1951 het Israel Philharmonic Orchestra te gaan dirigeren. 
Van 1953 tot en met 1960 werd Dixon dirigent van het Göteborg Symfonie Orkest in Zweden, van 1964 tot 1967 van het Sydney Symphony Orchestra in Australië, en van 1961 tot 1974 van de hr-Sinfonieorchester in Frankfurt.
Tijdens zijn tijd in Europa trad Dixon als gastdirigent op met de WDR Sinfonieorchester in Keulen en het Symphonieorchester des Bayerischen Rundfunks in München. Dixon maakte diverse opnamen met de Prague Symphony Orchestra voor het label Bärenreiter, waaronder werken van Ludwig van Beethoven, Johannes Brahms, Joseph Haydn, Felix Mendelssohn Bartholdy en Carl Maria von Weber. 
Voor het label Westminster in de jaren 1950, maakte hij opnamen met symfonieën van Franz Schubert (in Londen) en Robert Schumann (in Wenen).
Dixon keerde uiteindelijk in de jaren 1970 terug naar de Verenigde Staten voor gastoptredens met de New York Philharmonic, het Chicago Symphony Orchestra, Philadelphia Orchestra, en het San Francisco Symphony Orchestra. Hij diende ook als dirigent van het Brooklyn Philharmonic Orchestra, waar hij faam verwierf met concerten voor kinderen. Ook dirigeerde Dixon het merendeel van de grote symfonieorkesten in Afrika, Israël en Zuid-Amerika.
Dean Dixon introduceerde het werk van veel Amerikaanse componisten, zoals William Grant Still, bij het Europese publiek. Dixon werd geëerd door de American Society of Composers, Authors and Publishers (ASCAP) met de Prijs van Verdienste voor het stimuleren van de deelname van de Amerikaanse jongeren in de muziek.
In 1976 overleed Charles Dean Dixon op 61-jarige leeftijd in de Zwitserse stad Zürich.
- Biblioteca Nacional de España: XX861397
- Bibliothèque nationale de France: cb13893313q (data)
- Gemeinsame Normdatei: 134359917
- International Standard Name Identifier: 0000 0001 1033 3149
- Library of Congress Control Number: n90641511
- Nationale Bibliotheek van Letland: 000338720
- MusicBrainz: 0a6cbd91-a501-4a77-a7a1-419880383d37
- Nationale Bibliotheek van Tsjechië: ola2002161493
- Nationale Bibliotheek van Israël: 987007398769005171
- SNAC: w64t6h9v
- Système universitaire de documentation: 174588909
- Virtual International Authority File: 117643573
- WorldCat: E39PBJxxhmxx7FKFwFfcHvTmBP